# Cyclostachya stolonifera
Cyclostachya stolonifera är en gräsart som först beskrevs av Frank Lamson Scribner, och fick sitt nu gällande namn av John Raymond Reeder och Charlotte Goodding Reeder. Cyclostachya stolonifera ingår i släktet Cyclostachya, och familjen gräs. Inga underarter finns listade i Catalogue of Life.